# La Brévine
La Brévine är en ort och kommun i kantonen Neuchâtel, Schweiz. Kommunen har 615 invånare (2023).